# 뉴질랜드굴뚝새류
뉴질랜드굴뚝새류(New Zealand wrens)는 뉴질랜드에서 발견되는 희귀 조류의 일종이다. 참새목에 속하는 뉴질랜드굴뚝새아목(Acanthisitti)과 뉴질랜드굴뚝새과(Acanthisittidae) 조류의 총칭이다. 4~5개 속에 6~7종이 알려져 있으나, 현존하는 종은 2종에 불과하다.

## 하위 종
- Acanthisitta
  - 흰배뉴질랜드굴뚝새 (A. chloris)
- Xenicus
  - † 덤불뉴질랜드굴뚝새 (X. longipes)
  - 바위뉴질랜드굴뚝새 (X. gilviventris)
  - † 스테판뉴질랜드굴뚝새 (X. lyalli)
- † Pachyplichas
  - † P. yaldwyni
  - † P. jagmi
- † Dendroscansor
  - † D. decurvirostris

## 계통 분류
다음은 2019년 올리버로스(Oliveros) 등의 연구에 의한 참새목 계통 분류이다.
|  | 뉴질랜드굴뚝새아목(1과 4종 포함)                                                                 |
|  |                                                                                                  |
|  | \| \| 산적딱새아목(16과 1,356종 포함) \| \| \| \| \| \| 참새아목(125과 5,158종 포함) \| \| \| \| |
|  |                                                                                                  |
|  | 산적딱새아목(16과 1,356종 포함)                                                                  |
|  |                                                                                                  |
|  | 참새아목(125과 5,158종 포함)                                                                     |
|  |                                                                                                  |

|  | 산적딱새아목(16과 1,356종 포함) |
|  |                                 |
|  | 참새아목(125과 5,158종 포함)    |
|  |                                 |